# Persone di cognome Chen
| Questa pagina contiene informazioni ricavate automaticamente dalle voci biografiche con l'ausilio del template Bio e di un bot. L'aggiornamento è periodico e automatico e ricostruisce completamente la pagina. Se manca una persona in questa lista, sei pregato di non aggiungerla, ma accertati piuttosto che la sua voce biografica contenga il template Bio e che i dati anagrafici siano correttamente compilati. Se il template Bio manca, inseriscilo tu stesso o, in alternativa, metti l'avviso {{tmp\|Bio}} che ne segnala la mancanza. Se i dati riportati sono sbagliati, correggi direttamente la voce biografica; le modifiche saranno visibili in questa lista entro pochi giorni. Per chiarimenti vedi il progetto antroponimi. La lista contiene solo le 155 persone che sono citate nell'enciclopedia e per le quali è stato implementato correttamente il template Bio. Pagina aggiornata al 7 ago 2025. |

Questa è una lista di persone presenti nell'enciclopedia che hanno il cognome Chen, suddivise per attività principale.

## Allenatori di calcio(2)
- Chen Jingang, allenatore di calcio e ex calciatore cinese (Tientsin, n. 1958)
- Chen Tao, allenatore di calcio e ex calciatore cinese (Anshan, n. 1985)

## Arciere(2)
- Chen Li-ju, arciera taiwanese (Taoyuan, n. 1981)
- Chen Ling, arciera cinese (n. 1987)

## Arcieri(1)
- Chen Szu-yuan, arciere taiwanese (n. 1981)

## Artisti(1)
- Chen Zhen, artista cinese (Shanghai, n. 1955 - Parigi, † 2000)

## Artisti marziali(1)
- Chen Chao, artista marziale cinese (Chengwuxian, n. 1970)

## Astronome(1)
- Jun Chen, astronoma statunitense

## Astronomi(1)
- Chen Tao, astronomo cinese (n. 1981)

## Attivisti(1)
- Chen Guangcheng, attivista cinese (Dongshigu, n. 1971)

## Attori(13)
- Chen Baoguo, attore cinese (Pechino, n. 1956)
- Baron Chen, attore e modello taiwanese (Taiwan, n. 1978)
- Chen Chao-jung, attore taiwanese (Yuli, n. 1968)
- Chen Daoming, attore cinese (Tientsin, n. 1955)
- Darren Chen, attore taiwanese (Taipei, n. 1995)
- Edison Chen, attore e cantante cinese (Vancouver, n. 1980)
- Ian Chen, attore e doppiatore statunitense (Los Angeles, n. 2006)
- James Chen, attore statunitense (New York)
- Chen Kun, attore e cantante cinese (Chongqing, n. 1976)
- Chen Peisi, attore cinese (Changchun, n. 1954)
- Chen Qiang, attore cinese (Contea di Ningjin, n. 1918 - Pechino, † 2012)
- Chen Sicheng, attore, regista e sceneggiatore cinese (Shenyang, n. 1978)
- Terry Chen, attore canadese (Edmonton, n. 1975)

## Attrici(5)
- Buffy Chen, attrice taiwanese (Taiwan, n. 2000)
- Chen Duling, attrice e cantante cinese (Xiamen, n. 1993)
- Fala Chen, attrice e cantante cinese (Chengdu, n. 1982)
- Joan Chen, attrice e regista cinese (Shanghai, n. 1961)
- Tina Chen, attrice cinese (Chongqing, n. 1943)

## Attrici teatrali(1)
- Chen Yuanyuan, attrice teatrale cinese (n. 1624 - † 1681)

## Calciatori(14)
- Chen Chao-an, calciatore taiwanese (n. 1995)
- Denis Chen, ex calciatore guatemalteco (San Pedro Carchá, n. 1977)
- Chen Dong, ex calciatore cinese (n. 1978)
- Chen Gang, ex calciatore cinese (Qingdao, n. 1972)
- Chen Hao-wei, calciatore taiwanese (Hualien, n. 1992)
- Chen Lei, ex calciatore cinese (Bengbu, n. 1985)
- Chen Po-liang, calciatore taiwanese (Kaohsiung, n. 1988)
- Chen Pu, calciatore cinese (Chongqing, n. 1997)
- Xavier Chen, ex calciatore belga (Berchem-Sainte-Agathe, n. 1983)
- Chen Xing, ex calciatore cinese (Shenyang, n. 1983)
- Chen Xirong, ex calciatore cinese (n. 1953)
- Chen Yongqiang, ex calciatore cinese (Shanghai, n. 1978)
- Chen Zhizhao, ex calciatore cinese (Anshan, n. 1988)
- Chen Zijie, calciatore cinese (Xi'an, n. 1989)

## Cantanti(6)
- Bobby Chen, cantante e produttore discografico taiwanese (Xizhou, n. 1958)
- Cheer Chen, cantante, compositrice e chitarrista taiwanese (Taipei, n. 1975)
- Ella Chen, cantante e attrice taiwanese (Pingtung, n. 1981)
- Chen Qiao En, cantante, attrice e modella taiwanese (Taiwan, n. 1979)
- Kelly Chen, cantante e attrice cinese (n. 1972)
- Sarah Chen, cantante taiwanese (Taipei, n. 1958)

## Cestiste(11)
- Chen I-lan, ex cestista taiwanese (n. 1966)
- Chen Lin-lian, ex cestista taiwanese (n. 1964)
- Chen Luyun, cestista cinese (Xiamen, n. 1977 - † 2015)
- Chen Nan, ex cestista cinese (Qingdao, n. 1983)
- Chen Shu-chung, ex cestista taiwanese (n. 1970)
- Chen Shu-jen, ex cestista taiwanese (n. 1968)
- Chen Xiaojia, cestista cinese (Wuxi, n. 1988)
- Chen Xiaoli, ex cestista cinese (Fuxin, n. 1982)
- Chen Yi-feng, ex cestista taiwanese (Taipei, n. 1984)
- Chen Yi-ju, ex cestista taiwanese (Taipei, n. 1978)
- Chen Yuefang, cestista cinese (Yinchuan, n. 1963 - Lanzhou, † 2000)

## Cestisti(4)
- Chen Jianghua, ex cestista cinese (Canton, n. 1989)
- Chen Ke, ex cestista cinese (Pechino, n. 1979)
- Chen Sho Fa, cestista singaporiano (n. 1928 - Singapore, † 2015)
- Chen Tsu-li, ex cestista taiwanese (n. 1933)

## Compositori(1)
- Chen Qigang, compositore cinese (Shanghai, n. 1951)

## Conduttori televisivi(1)
- Chen Chien-Chou, conduttore televisivo e cestista taiwanese (Kaohsiung, n. 1977)

## Conduttrici televisive(1)
- Julie Chen, conduttrice televisiva e produttrice televisiva statunitense (Queens, n. 1970)

## Discobole(1)
- Chen Yang, discobola cinese (n. 1991)

## Generali(4)
- Chen Geng, generale, politico e scrittore cinese (Xiangxiang, n. 1903 - Shanghai, † 1961)
- Chen Shoushan, generale e politico taiwanese (Taipei, n. 1921 - Taipei, † 2009)
- Chen Xilian, generale e politico cinese (Huanggang, n. 1915 - Pechino, † 1999)
- Chen Youliang, generale cinese (Hubei, n. 1320 - Lago Poyang, † 1363)

## Ginnasti(1)
- Chen Yibing, ginnasta cinese (Tientsin, n. 1984)

## Giocatori di badminton(3)
- Chen Jin, giocatore di badminton cinese (Handan, n. 1986)
- Chen Long, giocatore di badminton cinese (Hubei, n. 1989)
- Teoh Kai Chen, giocatore di badminton australiano (n. 2000)

## Giocatori di baseball(4)
- Bruce Chen, ex giocatore di baseball panamense (Panama, n. 1977)
- Chen Chi-Hsin, ex giocatore di baseball taiwanese (n. 1962)
- Chen Wei-Chen, ex giocatore di baseball taiwanese (n. 1966)
- Wei-Yin Chen, giocatore di baseball taiwanese (Kaohsiung City, n. 1985)

## Giocatori di snooker(2)
- Chen Feilong, giocatore di snooker cinese (Sichuan, n. 1982)
- Chen Zifan, giocatore di snooker cinese (Xi'an, n. 1995)

## Giuristi(1)
- Chen Jiongming, giurista, militare e rivoluzionario cinese (Haifeng, n. 1878 - Hong Kong, † 1933)

## Goisti(2)
- Chen Qirui, goista taiwanese (Hsinchu, n. 2000)
- Chen Yaoye, goista cinese (Pechino, n. 1989)

## Imprenditori(1)
- Steve Chen, imprenditore e informatico taiwanese (Taipei, n. 1978)

## Informatici(1)
- Jenova Chen, informatico cinese (Shanghai, n. 1981)

## Insegnanti(1)
- Chen Zizheng, insegnante cinese (Xiongxian, n. 1878 - Xiongxian, † 1933)

## Marciatori(1)
- Chen Ding, marciatore cinese (Dali, n. 1992)

## Marciatrici(1)
- Chen Yueling, ex marciatrice cinese (Tieling, n. 1969)

## Matematici(1)
- Chen Jingrun, matematico cinese (Fuzhou, n. 1933 - † 1996)

## Mercanti(1)
- Chen Si, mercante cinese (Suqian, n. 1968)

## Modelli(1)
- Calvin Chen, modello, cantante e attore taiwanese (Taiwan, n. 1980)

## Nuotatrici(4)
- Chen Hua, nuotatrice cinese (Hangzhou, n. 1982)
- Chen Huijia, nuotatrice cinese (Wenzhou, n. 1990)
- Chen Yan, ex nuotatrice cinese (Dalian, n. 1981)
- Chen Yan, ex nuotatrice cinese (Nanchino, n. 1979)

## Ostacolisti(2)
- Chen Chieh, ostacolista taiwanese (Taichung, n. 1992)
- Chen Kuei-Ru, ostacolista taiwanese (Sihu, n. 1993)

## Pallanuotisti(1)
- Chen Zhixiong, ex pallanuotista cinese (n. 1959)

## Pallavoliste(1)
- Chen Yina, pallavolista cinese (n. 1987)

## Pattinatori artistici su ghiaccio(1)
- Nathan Chen, pattinatore artistico su ghiaccio statunitense (Salt Lake City, n. 1999)

## Pattinatori di short track(1)
- Chen Dequan, pattinatore di short track cinese (Liaoning, n. 1995)

## Pattinatrici artistiche su ghiaccio(2)
- Karen Chen, pattinatrice artistica su ghiaccio statunitense (Fremont, n. 1999)
- Chen Lu, ex pattinatrice artistica su ghiaccio cinese (Changchun, n. 1976)

## Pentatlete(1)
- Chen Qian, pentatleta cinese (Suzhou, n. 1987)

## Pirati(1)
- Chen Zuyi, pirata cinese († 1407)

## Pittori(3)
- Chen Danqing, pittore, scrittore e critico d'arte cinese (Shanghai, n. 1953)
- Chen Hongshou, pittore cinese (n. 1598 - † 1652)
- Chen Jiru, pittore, scrittore e calligrafo cinese (Huating, n. 1558 - † 1639)

## Politici(11)
- Chen Boda, politico e rivoluzionario cinese (n. 1904 - Pechino, † 1989)
- Chen Cheng, politico e generale cinese (Contea di Qingtian, n. 1897 - Taipei, † 1965)
- Chen Duxiu, politico cinese (Anqing, n. 1879 - Distretto di Jiangjin, † 1942)
- Chen Gongbo, politico cinese (Distretto di Nanhai, n. 1892 - Suzhou, † 1946)
- Chen Kuiyuan, politico cinese (Liaoning, n. 1941)
- Chen Lei, politico cinese (Pechino, n. 1954)
- Chen Qimei, politico, attivista e rivoluzionario cinese (Distretto di Wuxing, n. 1878 - Shanghai, † 1916)
- Chen Wenqing, politico cinese (contea di Renshou, n. 1960)
- Chen Yannian, politico, sindacalista e rivoluzionario cinese (Anqing, n. 1898 - Shanghai, † 1927)
- Chen Yi, politico e generale cinese (Lezhi, n. 1901 - Pechino, † 1972)
- Chen Yun, politico cinese (Qingpu, n. 1905 - Pechino, † 1995)

## Registi(1)
- Chen Kaige, regista e attore cinese (Pechino, n. 1952)

## Schermitrici(1)
- Chen Xiaodong, schermitrice cinese (Shanghai, n. 1988)

## Sciatori freestyle(1)
- Chen Shuo, sciatore freestyle cinese (n. 2004)

## Sciatrici freestyle(1)
- Chen Meiting, sciatrice freestyle cinese (n. 2005)

## Scrittori(2)
- Chen Di, scrittore, filologo e viaggiatore cinese (Fujian, n. 1541 - † 1617)
- Chen Ming, scrittore cinese (n. 1908 - † 1996)

## Scrittori di fantascienza(1)
- Chen Qiufan, scrittore di fantascienza cinese (Shantou, n. 1981)

## Sollevatori(2)
- Chen Lijun, sollevatore cinese (Yiyang, n. 1993)
- Chen Weiqiang, ex sollevatore cinese (Dongguan, n. 1958)

## Sollevatrici(6)
- Chen Guiming, sollevatrice cinese (n. 1994)
- Chen Wei-ling, sollevatrice taiwanese (n. 1982)
- Chen Wen-huei, sollevatrice taiwanese (n. 1997)
- Chen Xiaomin, ex sollevatrice cinese (Heshan, n. 1977)
- Chen Xiexia, sollevatrice cinese (n. 1983)
- Chen Yanqing, sollevatrice cinese (Suzhou, n. 1979)

## Tennistavoliste(3)
- Chen Zihe, ex tennistavolista cinese (n. 1968)
- Chen Jing, tennistavolista taiwanese (Wuhan, n. 1968)
- Chen Meng, tennistavolista cinese (Qingdao, n. 1994)

## Tennistavolisti(3)
- Chen Qi, tennistavolista cinese (Jiangsu, n. 1984)
- Chen Longcan, ex tennistavolista cinese (n. 1965)
- Chen Xinhua, ex tennistavolista cinese (Fu'an, n. 1960)

## Tiratrici a segno(1)
- Chen Ying, tiratrice a segno cinese (Pechino, n. 1977)

## Tuffatori(1)
- Chen Aisen, tuffatore cinese (Canton, n. 1995)

## Tuffatrici(6)
- Chen Jia, tuffatrice cinese (n. 2004)
- Chen Lin, ex tuffatrice cinese
- Chen Lixia, ex tuffatrice cinese
- Chen Ruolin, ex tuffatrice cinese (Nantong, n. 1992)
- Chen Yiwen, tuffatrice cinese (Haikou, n. 1999)
- Chen Yuxi, tuffatrice cinese (Shanghai, n. 2005)

## Veliste(1)
- Chen Peina, velista cinese (Saint-Brieuc, n. 1989)

## Violinisti(1)
- Ray Chen, violinista australiano (Taipei, n. 1989)

## Senza attività specificata(3)
- Chen Jinggu, cinese (n. 767 - † 791)
- Chen Shih-hsin, ex taekwondoka taiwanese (n. 1978)
- Chen Zhong, ex taekwondoka cinese (n. 1982)